# Silver (EP)
Silver es el título del segundo EP de la banda de post-metal y shoegazing Jesu. Fue liberado el 11 de abril de 2006 por el sello discográfico Hydra Head Records. A diferencia de sus álbumes anteriores, en este EP Jesu adoptó un enfoque más melódico, y contó con la presencia de Justin Broadrick, Ted Parsons y Diarmuid Dalton en todas las canciones. En 2024, en el aniversario número 30 del término post-rock, que fuera acuñado en 1994, este EP fue escogido como uno de los 50 mejores álbumes del género por la revista Treblezine, concretamente en el lugar #20. En 2015 también fue señalado como uno de los 40 mejores álbumes de post-metal, ocupando el lugar número #11.

## Canciones
El EP fue grabado primeramente por Avalanche Recordings, el sello discográfico independiente perteneciente a Broadrick. Las últimas dos canciones de la lista son exclusivas de la versión japonesa del álbum, liberada por el sello discográfico Daymare Recordings.

### Lista de canciones
1. «Silver» – 6:44
2. «Star» – 7:00
3. «Wolves» – 8:27
4. «Dead Eyes» – 6:26
5. «Silver (Original Beats)» – 6:57
6. «Wolves (Original Mix)» – 8:35

## Créditos
- Voz: Justin Broadrick.
- Guitarra: Justin Broadrick.
- Bajo: Diarmuid Dalton.
- Batería: Ted Parsons en la canción «Silver».